# William Tiero
William Tiero (Tema, 3 de dezembro de 1980) é um ex-futebolista do Gana, que atuava como meia.

## Carreira
Jovem jogador da equipa do Liberty Professionals, em 2001 surpreendeu e foi chamado pela Seleção Ganesa de Futebol. Continuou no mesmo clube até à temporada de 2003, jogando como médio ofensivo, marcando 19 golos em 50 jogos que realizou nessas três temporadas. 
Depois de uma internacionalização no início de 2001, foi em 2004 que representou o Gana nos Jogos Olímpicos de Verão de 2004 na Grécia, jogando três partidas e marcando um golo. Isso não foi suficiente para a sua equipa que ficou eliminada na primeira ronda.
Na temporada de 2004/2005, ele se juntou a um dos clubes mais famosos do Gana, o Asante Kotoko. 

### Na Europa
O Vitória Guimarães foi o clube que lhe permitiu iniciar a sua experiência europeia. No entanto, ele não desempenhou qualquer jogo ao serviço do clube minhoto. 
Depois de uma temporada sem jogar em Guimarães, mudou-se para a Naval 1º de Maio, onde também não efectuou nenhum jogo . 
É a Académica que lhe dá a oportunidade de jogar na Liga Portuguesa de Futebol, fazendo várias consecutivas como titular do clube de Coimbra.Em 2012 o avançado mudou-se para a cidade de Barcelos mais concretamente para o Gil Vicente.

## Estatísticas
| Temporada | Clube                 | País     | Divisão | Temporada em clube | Seleção do Gana |
| --------- | --------------------- | -------- | ------- | ------------------ | --------------- |
| 2001      | Liberty Professionals | Gana     | 1       | ?                  | -               |
| 2002      | Liberty Professionals | Gana     | 1       | ?                  | -               |
| 2003      | Liberty Professionals | Gana     | 1       | ?                  | 3 jogos         |
| 2004/2005 | Asante Kotoko         | Gana     | 1       | ?                  | -               |
| 2005      | Asante Kotoko         | Gana     | 1       | ?                  | -               |
| 2005/2006 | Vitória Guimarães     | Portugal | 1       | 0 jogo             | -               |
| 2006/2007 | Naval                 | Portugal | 1       | 0 jogo             | -               |
| 2007/2008 | Académica             | Portugal | 1       | 24 jogos / 1 golo  | -               |
| 2008/2009 | Académica             | Portugal | 1       | 25 jogos / 1 golo  | -               |
| 2009/2010 | Académica             | Portugal | 1       | 24 jogos / 4 golos | -               |

### Jogos internacionais
|    | Data                  | Cidade           | Adversário        | Resultado |         | Competição                                      |
| -- | --------------------- | ---------------- | ----------------- | --------- | ------- | ----------------------------------------------- |
| 1. | 20 de junho de 2004   | Kumasi, Gana     | África do Sul     | 3 – 0     | 90'     | Eliminatórias para a Copa do Mundo FIFA de 2006 |
| 2. | 3 de julho de 2004    | Kampala, Uganda  | Uganda            | 1 – 1     | 90'     | Eliminatórias para a Copa do Mundo FIFA de 2006 |
|    | 12 de agosto de 2004  | Vólos, Grécia    | Itália Olímpico   | 2 – 2     | 90'     | Jogos Olímpicos de Verão de 2004 (Grupo B)      |
|    | 15 de agosto de 2004  | Salónica, Grécia | Paraguai Olímpico | 1 – 2     | 81' 90' | Jogos Olímpicos de Verão de 2004 (Grupo B)      |
|    | 18 de agosto de 2004  | Vólos, Grécia    | Japão Olímpico    | 1 – 0     | 90'     | Jogos Olímpicos de Verão de 2004 (Grupo B)      |
| 3. | 5 de setembro de 2004 | Cumassi, Gana    | Cabo Verde        | 2 – 0     | 31' 90' | Eliminatórias para a Copa do Mundo FIFA de 2006 |

## Títulos

### Asante Kotoko
- Copa Ghana SWAG : 2005
- Gana Telecom Gala : 2005
- Copa Dia da República do Ghana : 2004, 2005